# Альостерна тютюноколірна
Тютюнниця звичайна (Alosterna tabacicolor Mulsant, 1863 = Allosterna tabacicolor (DeGeer) Colas, 1928 = Leptura chrysomeloides Schrnk. = Alosterna tabacicola (DeGeer) Duffy, 1953)

## Поширення
У хорологічному плані A. tabacicolor належить до транспалеарктичних видів у складі палеарктичного зоогеографічного комплексу. Вид широко розповсюджений у Європі, на Кавказі, Росії, Туреччині.

## Екологія
В Карпатському регіоні A. tabacicolor масово поширена в передгірних районах, де є евдомінантом, становлячи, іноді, понад 50% від загальної чисельності усіх інших видів Вусачів. У гірських районах вид менш чисельний, і входить у групу субдомінантів або субрецидентів. Літ триває з кінця травня до першої половини серпня. Причому у передгірних районах виліт спостерігається у травні і триває до кінця червня, а у гірських районах — в середині червня і триває до середини серпня.

## Морфологія

### Імаго
Дрібний вид розміром 5-9 мм. Очі виїмчасті. Щоки перед очима короткі — коротші за половину діаметра ока, проте добре помітні. Голова позаду скронь з глибокою шиєподібною перетяжкою, задні краї скронь сильно виступають. Лобний шов поперечний, прямий. Вусики досягають вершини надкриль у самців, а у самок — коротші. Передньоспинка довша за свою ширину. Забарвлення тіла — чорне, тільки надкрила буро-жовті. Ноги цілком руді, іноді частково затемнені. Третій членик задньої лапки вузький, розділений навпіл.

### Личинка
Личинка довжиною до 10 мм, з шириною 2 мм. Тіло витягнене. Скронево-тім'яні долі голови утворюють довгий шов. Лобні шви виражені чітко, і впадають у вусиковий отвір. На голові наявні шість епістомальних щетинок. Гіпостом — широкий і в водночас короткий. З кожної сторони голови по одному округлому вічку з яскравою пігментною плямою, що є архаїчною ознакою. Вусики короткі, двочленикові. Верхня губа широко поперечна, слабо склеротизована. Мандибули короткі, з виїмчастим ріжучим краєм, із середини мають косу боріздку. Пронотум при основі слабо зморшкуватий, без латеральних боріздок. Ноги довгі, що також є архаїчною ознакою. Спинні рухові мозолі черевця розміщені на 1-6 сегментах, а черевні — на 1-7. Дихальця вузькі, овальні, з 4-5 краєвими камерами. Дев'ятий сегмент черевця не озброєний.

## Життєвий цикл
Личинки розвиваються у деревині більшості листяних порід, ненадаючи перевагу певним видам, заселяють кору прикореневої зони стовбурів дерев. Життєвий цикл триває 1-2 роки.